# Robert Tappan Morris
Robert Tappan Morris (8 de novembro de 1965) é um professor associado do Instituto Tecnológico de Massachusetts (MIT), cientista da computação e empresário norte-americano. Ele é mais conhecido por criar o "Morris worm" em 1988, considerado o primeiro worms disseminado pela internet e a receber grande atenção da mídia.
Morris foi processado por liberar o worm e se tornou a primeira pessoa condenada sob a então nova Lei de Fraude e Abuso de Computador (CFAA). Ele foi cofundador da loja online Viaweb, um dos primeiros aplicativos da web, e mais tarde a firma de financiamento de capital de risco Y Combinator, ambos com Paul Graham.
Mais tarde, ele se juntou ao corpo docente do departamento de Engenharia Elétrica e Ciência da Computação no Instituto de Tecnologia de Massachusetts (MIT), onde recebeu o cargo em 2006. Ele foi eleito para a Academia Nacional de Engenharia em 2019.

## Worm Morris
O worm de computador de Morris foi desenvolvido em 1988, enquanto ele era um estudante de pós-graduação na Universidade de Cornell. Ele liberou o verme do MIT, em vez de Cornell. O worm explorou várias vulnerabilidades para obter acesso a sistemas visados, incluindo:
- Um buraco no modo de depuração do programa Unix sendmail
- Um estouro de buffer ou furo de saturação no serviço de rede fingerd
- A confiança transitiva habilitada por pessoas que configuram logins de rede sem requisitos de senha via execução remota (rexec) com Remote Shell (rsh), denominada rexec/rsh

O worm foi programado para verificar cada computador encontrado para determinar se a infecção já estava presente. No entanto, Morris acreditava que alguns administradores de sistema poderiam tentar derrotar o worm instruindo o computador a relatar um falso positivo. Para compensar essa possibilidade, Morris programou o worm para se copiar de qualquer maneira, 14% das vezes, não importando qual fosse a resposta ao interrogatório do status de infecção.
Esse nível de persistência era uma falha de design: criava cargas de sistema que chamavam a atenção dos administradores e interrompiam os computadores de destino. Durante o teste que se seguiu, estimou-se que o custo em "perda potencial de produtividade" causada pelo worm e os esforços para removê-lo de diferentes sistemas variavam de US$ 200 a US$ 53 000.

### Processo criminal
Em 1989, Morris foi indiciado por violar o Título 18 do Código dos Estados Unidos (18 U.S.C. § 1030), a Lei de Fraude e Abuso de Computador (CFAA).  Ele foi a primeira pessoa a ser indiciada sob este ato. Em dezembro de 1990, ele foi condenado a três anos de liberdade condicional, 400 horas de serviço comunitário e uma multa de US$ 10 050, mais os custos de sua supervisão. Ele recorreu, mas sua condenação foi confirmada em março seguinte. O motivo declarado por Morris durante o julgamento foi "demonstrar as inadequações das medidas de segurança atuais em redes de computadores, explorando os defeitos de segurança que [ele] havia descoberto". Ele completou sua sentença em 1994.

## Últimos anos e trabalho
O principal interesse de pesquisa de Morris são arquiteturas de redes de computadores, que incluem trabalhos em tabelas de hash distribuídas, como Chord, e redes mesh sem fio, como Roofnet.

Ele é um amigo e colaborador de longa data de Paul Graham. Além de co-fundar duas empresas com ele, Graham dedicou seu livro ANSI Common Lisp a Morris e nomeou a linguagem de programação que gera as páginas da web das lojas online RTML (Robert T. Morris Language) em sua homenagem. Graham lista Morris como um de seus heróis pessoais, dizendo que Morris "nunca está errado".